# Alice Mills
Pour les articles homonymes, voir Mills.
Alice Mary Mills, née le 23 mai 1986 à Brisbane, est une nageuse australienne.
Elle a notamment obtenue trois médailles (deux d'or et une de bronze) dans des épreuves de relais aux Jeux olympiques d'été de 2004. Elle a cependant réussie de nombreux podiums lors des Championnats du monde de natation, des Championnats du monde de natation en petit bassin, des Jeux du Commonwealth, des Championnats pan-pacifiques et de l'Universiade essentiellement en relais et en nage libre et en papillon.
Elle est membre de l'ordre d'Australie.